# Jean Baptiste François Pierre Bulliard
Jean Baptiste François Pierre Bulliard (znany również jako Pierre Bulliard, ur. 24 listopada 1752 r. w Aubepierre-sur-Aube Haute-Marne, zm. 26 września 1793 r. w Paryżu) – francuski lekarz, botanik i mykolog. 
Bulliard studiował w Langres, następnie w Clairvaux i Paryżu. Tam też praktykował jako psycholog. Był nauczycielem syna generała Claude'a Dupina (1686-1769).
Jego dzieło pt. Dictionnaire Elémentaire de Botanique (1783 r.) przyczyniło się do rozpowszechnienia i konsolidacji terminologii botanicznej oraz systematyki Linneusza. Praca ta była szczególnie ważna w obszarze mykologii, gdyż zawierała opisy 393 z 602 znanych wówczas grzybów jadalnych (stołowych).
Opisane przez niego gatunki to między innymi: Boletus edulis, Coprinopsis atramentaria czy Entoloma sinuatum.
Standardowy skrót nazwiska: Bull. jest używany do wskazania jego osoby, jako autora nazw systematycznych, które nadał (zobacz: Lista skrótów nazwisk botaników i mykologów).

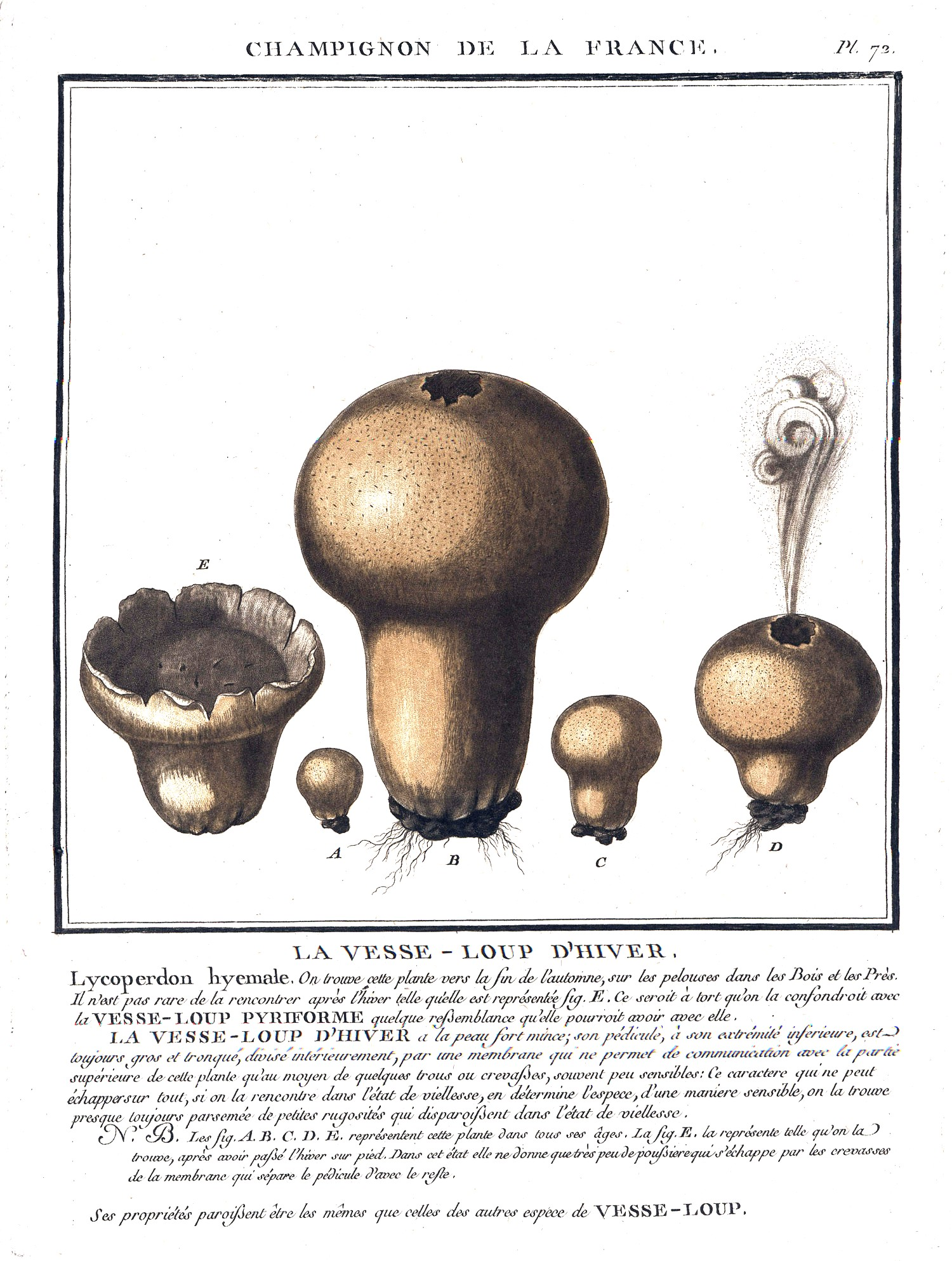
Lycoperdon hyemale – Tablica 72 z dzieła "Champignons de la France"

## Ważniejsze dzieła
- Flora Parisiensis (1776-1780)
- Herbier de la France[3] (1780-1793)
- Dictionnaire élémentaire de botanique (1783)
- Histoire des plantes vénéneuses et suspectes de la France (1784)
- Histoire des champignons de la France (1791-1812), Bulliard pracę tę rozpoczął, ale za kontynuację jej uznawany jest Étienne Pierre Ventenat (1757-1808).
- Aviceptologie (1796)